# Tsuyama
Tsuyama (jap. 津山市, -shi) ist eine Großstadt in der japanischen Präfektur Okayama.

## Geographie
Tsuyama liegt im Norden der Präfektur Okayama, nördlich von Okayama und südlich von Tottori. Die nördlichen und westlichen Stadtteile liegen am Rand des Chūgoku-Gebirges. Die Berge sind 1000 bis 1200 Meter hoch.

## Geschichte
Tsuyama war Burgstadt und Hauptstadt der Provinz Mimasaka.
Die Stadt Tsuyama wurde am 11. Februar 1929 aus der Vereinigung von zwei Gemeinden (津山町, 津山東町) und drei Dörfern (西苫田村, 二宮村, 院庄村) des Landkreises Tomata und einem Dorf (福岡村) des Landkreises Kume gegründet. Tsuyama wurde durch den Pazifikkrieg nicht zerstört, so ist der Burgstadt-Charakter  (teilweise) erhalten geblieben.

## Sehenswürdigkeiten

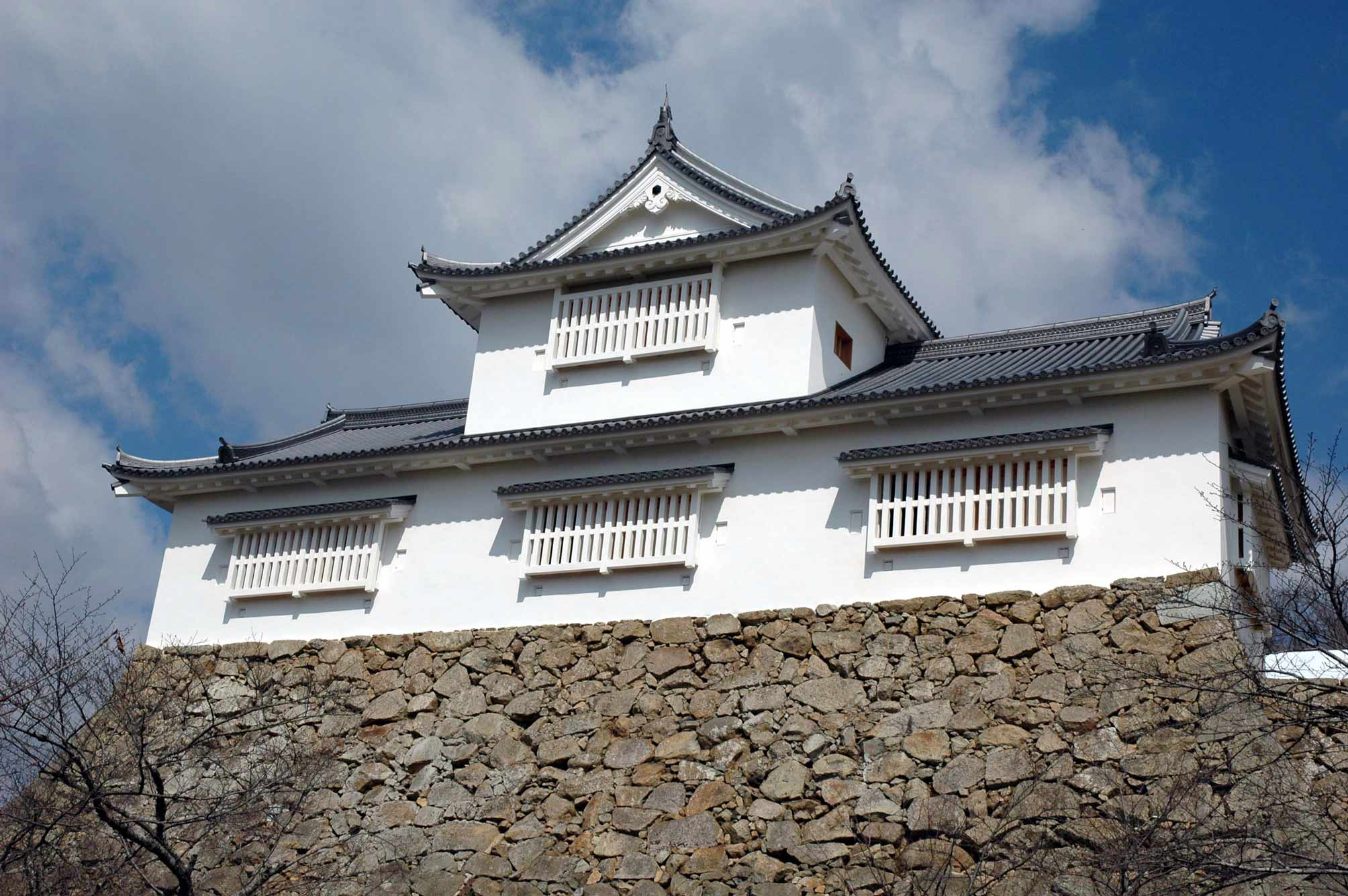
Bitchū-Turm der Burg Tsuyama

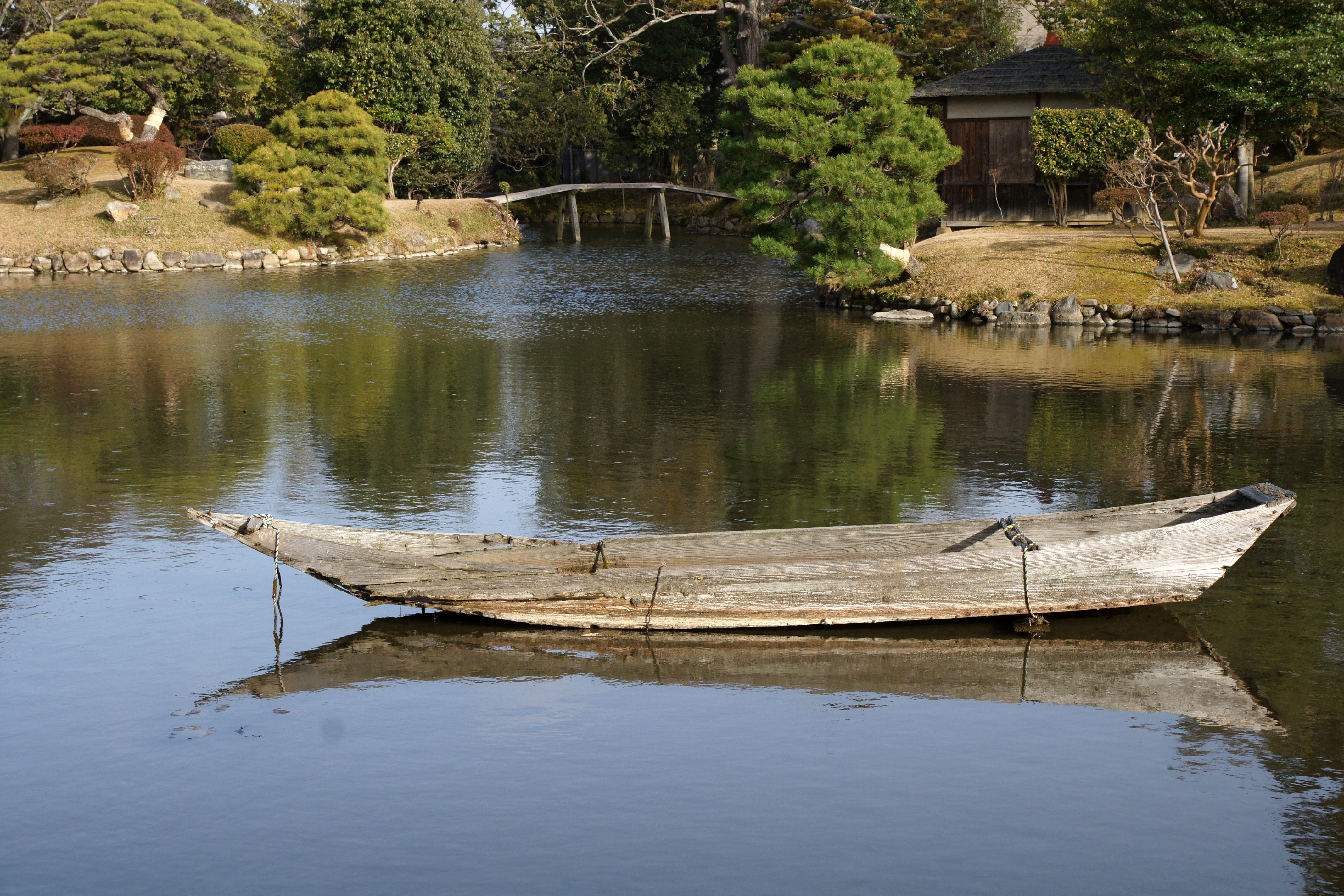
Im Shūrakuen

- Im Kakuzan-Park Reste der Burg Tsuyama, bekannt für die Kirschblüte.
- Der Park Shūraku-en, eine bedeutende Anlage der Edo-Zeit im Wandelgarten-Stil.

## Verkehr
- Straße:
  - Chūgoku-Autobahn

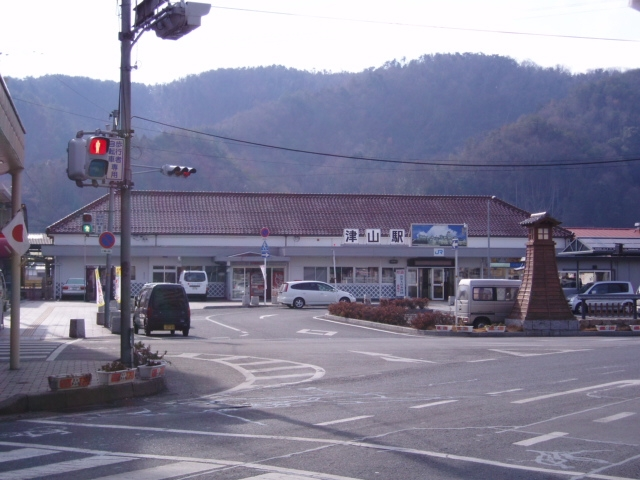
Bahnhof Tsuyama

  - Nationalstraße 53: nach Okayama und Tottori
  - Nationalstraßen 179, 181, 374, 429
- Zug:
  - JR Kishin-Linie
  - JR Inbi-Linie
  - JR Tsuyama-Linie

## Städtepartnerschaften
- Santa Fe (New Mexico), Vereinigte Staaten

## Söhne und Töchter der Stadt
- Hiranuma Kiichirō (1867–1952), Premierminister
- Mitsukuri Gempachi (1862–1919), Historiker
- Mitsukuri Gempo (1799–1863), Arzt und Gelehrter
- Joe Odagiri (* 1976), Schauspieler
- Ōmura Seiichi (1892–1968), Politiker
- Ōta Kaoru (1912–1998), Gewerkschaftler
- Tabuchi Setsuya (1923–2008), Unternehmer
- Saitō Sanki (1900–1962), Haiku-Dichter
- Kaishū Sano (* 2000), Fußballspieler
- Kōdai Sano (* 2003), Fußballspieler
- Andō Tsuguo (1919–2002), Poet, Literaturkritiker und Übersetzer

## Angrenzende Städte und Gemeinden
- Präfektur Okayama
  - Maniwa
  - Shōō
  - Kagamino
  - Nagi
  - Misaki
- Präfektur Tottori
  - Tottori
  - Chizu